# مس دف
یاسین بِی که بیشتر با نام هنری مُس دِف (انگلیسی: Mos Def) مشهور است، موسیقی‌دان و بازیگر اهل ایالات متحده آمریکا است.
از فیلم‌هایی که وی در آن نقش داشته است می‌توان به کسب و کار ایتالیایی، مهمانی هیولا، گول خورده، بلوک ۱۶، زندگی تبهکاری، مرد جنگلی و کادیلاک رکوردزو بسوی مقصد اشاره کرد.
او به دلیل استفاده هوشمندانه از کلمات و صحبت در مورد موضوعات مهم اجتماعی و سیاسی مانند خشونت پلیس و نژادپرستی مشهور است. یاسین فعالیت موسیقی خود را از سال ۱۹۹۴ آغاز کرد و با رپرهای دیگر در پروژه‌های مختلف همکاری کرد. در سال ۱۹۹۶ با خواننده رپ دیگری به نام بلک استار گروهی را تشکیل داد. آنها اولین آلبوم خود را در سال ۱۹۹۸ منتشر کردند که دارای چند آهنگ محبوب بود. یاسین آلبوم‌های انفرادی خود را در سال‌های ۱۹۹۹، ۲۰۰۴، ۲۰۰۶ و ۲۰۰۹ منتشر کرد. یکی از آهنگ‌های او، «اوه نه»، موفقیت بزرگی بود و در جدول بیلبورد به رتبه یک رسید. در سال ۲۰۱۴، About.com او را به عنوان یکی از ۵۰ خواننده رپ برتر تمام دوران معرفی کرد.
یاسین قبل از اینکه رپر شود، در برخی از برنامه‌های تلویزیونی و فیلم‌های سینمایی بازی می‌کرد. او از سال ۲۰۰۲ تا ۲۰۰۷ مجری یک برنامه شعر به نام Def Poetry Jam بود.